# Ахмедов, Бахтияр Шахабутдинович
Бахтия́р Шахабутди́нович Ахме́дов (кум. Агьматланы Багьтияр Шагьабутдинни уланы; 5 августа 1987. с. Нижнее Казанище, Буйнакский район, Дагестанская АССР, СССР) — российский борец вольного стиля, чемпион Олимпийских игр 2008 года, двукратный чемпион России, призёр чемпионата Европы.

## Биография
Родился 5 августа 1987 года в с. Нижнее Казанище, Буйнакского района. По национальности — кумык. Завершил спортивную карьеру в 2012 году.
Окончил Ростовский государственный университет.

### Допинговый скандал. Золото Олимпийских игр
29 августа 2016 года борец вольного стиля Артур Таймазов, которому Бахтияр уступил в финале на летних Олимпийских играх в Пекине 2008 года, был официально лишён золотой медали и звания олимпийского чемпиона за провал допинг-тестов, проведенных МОК повторно. В итоге золото было присвоено Бахтияру Ахмедову, 2 декабря 2018 года в Москве он получил золотую медаль Игр 2008 года.

## Награды и звания
- Заслуженный мастер спорта России
- Медаль ордена «За заслуги перед Отечеством» II степени — За большой вклад в развитие физической культуры и спорта, высокие спортивные достижения на Играх XXIX Олимпиады 2008 года в Пекине (2009)[4]
- Орден «За заслуги перед Республикой Дагестан» (25 апреля 2023) — за заслуги в области физической культуры и спорта и высокие спортивные достижения